# Торсионные поля
Торсио́нные поля́ — термин, первоначально введённый математиком Эли Картаном в 1922 году для обозначения гипотетического физического поля, порождаемого кручением пространства. Не признаваемые научным сообществом исследователи относят к торсионным полям такие физические явления как вихревое магнитное поле, образующееся вокруг проводника с током, а также вихревые токи, окружающие переменный магнитный поток.
Название происходит от фр. torsion — «кручение», которое, в свою очередь, заимствовано из лат. torsio (с тем же значением). Как общая теория относительности (ОТО) обобщила пространство Минковского, введя переменное метрическое поле, так и псевдориманово пространство-время ОТО можно обобщить, введя переменное кручение связности. Простейшей из теорий, вводящих кручение, является теория гравитации Эйнштейна — Картана. Экспериментальные попытки обнаружить торсионные поля не принесли результатов. Современной физикой торсионные поля рассматриваются как сугубо гипотетический объект, не вносящий никакого вклада в наблюдаемые физические эффекты.
В последнее время термин «торсионные» (а также «аксионные» (англ. axion), «спиновые» (англ. spin), «спинорные» (англ. spinor), «микролептонные» (англ. microlepton)) поля широко используется в различных псевдонаучных и эзотерических концепциях. Также выпускаются коммерческие продукты, действие которых якобы основано на использовании «торсионных полей».

## Псевдонаучные теории
Теоретическая возможность существования полей кручения послужила почвой для различных псевдонаучных спекуляций с использованием термина «торсионный» в массе источников.
Большую известность получила так называемая «теория торсионных полей» членов РАЕН Шипова — Акимова, которая не была признана научным сообществом.
Основные положения
Основные положения псевдонаучной теории изложены в книге Г. И. Шипова «Теория физического вакуума». Согласно Г. И. Шипову, существует семь уровней реальности:

1. Абсолютное ничто
2. Торсионные поля — нематериальные носители информации, определяющие поведение элементарных частиц
3. Вакуум
4. Элементарные частицы
5. Газы
6. Жидкости
7. Твёрдые тела

В интерпретации Шипова и Акимова «торсионные поля», в отличие от физических полей, не обладают энергией, для «них нет понятия распространения волн или полей», но при этом они «переносят информацию», причём эта информация присутствует «сразу во всех точках пространства-времени».
В ряде публикаций появлялись указания на многочисленные свойства воздействия торсионных полей на вещество — от резкого повышения проводимости металлов до лечебного эффекта в медицине и вплоть до взаимодействия с неким волновым геномом, причём в качестве методик измерений в публикациях, посвящённых экспериментальному подтверждению существования торсионных полей и эффектов, вызываемых ими, использовались такие эзотерические и оккультные методы и материалы, как биолокация и «структурированная человеческой мыслью вода». На этой почве быстро появились коммерческие структуры, предлагающие «торсионные» услуги разного рода.
Исследования
С середины 1980-х годов в СССР была развёрнута программа по экспериментальному изучению «торсионных полей» под руководством ГКНТ СССР: сначала в закрытом режиме (при активном участии КГБ и Министерства обороны), затем — с 1989 по 1991 год — в открытом. Головной организацией открытых исследований выступал сначала Центр нетрадиционных технологий (с 1989 по 1991 год), затем — МНТЦ «Вент» (руководитель этих центров — А. Е. Акимов).
Концепция торсионных полей была использована А. Е. Акимовым в феноменологической концепции «EGS-состояний», Г. И. Шиповым — в его «Теории физического вакуума» и В. Л. Дятловым — при разработке «поляризационной модели физического вакуума». Под руководством А. Е. Акимова в 1989 году была основана группа, которая начала исследования как государственный Центр Нетрадиционных Технологий (ЦНТ) при КГБ СССР.
Академик РАН Евгений Борисович Александров указывал, что Акимов много лет успешно «проталкивал» «новое физическое поле» среди секретных военных заводов, и даже «пробил постановление правительства, куда были вписаны десятки отраслевых институтов и несколько академических. Под эти программы он запросил из госбюджета 500 миллионов рублей! Это почти 800 миллионов долларов по курсу того времени»:

Как этот человек, никакой не учёный, самовольно присвоивший себе звание доктора наук, пробился наверх? С кем пообещал поделиться? Об этом можно только гадать. Откаты — они ведь не сегодня чиновниками придуманы.
В июле 1991 года, вскоре после образования МНТЦ «Вент» (июнь 1991 года) и возложения на неё обязанностей по ведению торсионной программы исследований, на заседании Комитета по науке и технологиям при Верховном Совете СССР эта программа исследований была квалифицирована как лженаучная и прекратилась вскоре с распадом СССР.
ЦНТ, а затем специально созданный под торсионную тематику исследований МНТЦ ВЕНТ сотрудничали со многими научными учреждениями, в том числе академическими. В 1991 году, после скандала, инициированного обвинениями в фальсификации результатов и растрате государственных средств, было проведено расследование Комитета по науке и технологиям, который постановлением от 4 июля 1991 года однозначно охарактеризовал исследования как лженаучные и антинаучные, утверждения Акимова и его соратников — как «противоречащие представлениям, однозначно установленным современной наукой, и, несмотря на используемую квазинаучную терминологию, бездоказательным, логически и научно не обоснованным», отметил, что на поддержку исследований торсионных полей были потрачены миллионы рублей (по утверждениям самого Акимова, 500 млн), однако при этом «научная общественность ни по каким каналам открытых публикаций, ни по закрытым каналам с этими открытиями не ознакомлена (имеется только одна частная публикация, в настоящее время опровергнутая)», и в связи с этим вынес рекомендацию прекратить финансирование исследований.
Согласно утверждениям Шипова, Акимова и их сторонников, разработаны «действующие» т. н. торсионные или вихревые генераторы, которые, якобы, давали реальный прирост энергии «из ниоткуда» (например, при сжигании угля, при турбулентном перемешивании воды и тому подобное).
Как утверждает академик РАН Э. П. Кругляков в докладе на Президиуме РАН, группа была распущена, а Акимов уволен, после чего Акимов «организовал малое предприятие со звучным названием „Международный институт теоретической и прикладной физики“ при РАЕН».
По версии А. Е. Акимова, однако, никто в связи с этим скандалом ни ЦНТ, ни МНТЦ «Вент» не расформировывал, а Международный институт теоретической и прикладной физики, позже преобразованный в частную компанию «ЮВИТОР», является прямым продолжением этой группы. В рамках этих организаций А. Е. Акимов и Г. И. Шипов продолжили самостоятельную работу по развитию своих концепций торсионных полей.

### Критика
Теория «торсионных полей» Акимова и Шипова отвергается научным сообществом и характеризуется как псевдонаучная концепция, основанная на вольной и ошибочной трактовке теории Эйнштейна — Картана и некоторых неортодоксальных решениях уравнений Максвелла.
Концепция «торсионных полей» неоднократно осуждалась Комиссией РАН по борьбе с лженаукой.
Критиками утверждается, что ни один из заявленных эффектов воздействия торсионных полей на вещество не получил экспериментального подтверждения, а некоторые из них были экспериментально опровергнуты. Согласно заявлениям академиков РАН Е. Б. Александрова и Э. П. Круглякова, исследования, проведённые в Институте общей физики РАН и других, показали отсутствие каких-либо воздействий изучаемых торсионных генераторов на материю и свет. Согласно утверждению М. С. Бродина, директора Института физики НАН Украины, во время изучения предоставленного институту генератора торсионных полей исследовавшая его комиссия сделала однозначный вывод, что для объяснения наблюдаемых эффектов не требуется привлечение каких-либо новых полей. При изучении образца металла с якобы повышенной под воздействием торсионных полей проводимостью было обнаружено как полное отсутствие заявленного эффекта, так и грубые методологические ошибки в предыдущих измерениях, ставящие под сомнение научную и инженерную квалификацию проводивших их представителей МНТЦ «ВЕНТ».

## Публикации
Теория торсионных полей и их экспериментальный поиск
- Обухов Ю. И., Пронин П. И. Физические эффекты в теории гравитации с кручением // Итоги науки и техники. Сер. Классическая теория поля и теория гравитации. Т. 2. — М.: ВИНИТИ, 1991. — С. 112—170.
- Annales de la Fondation Louis de Broglie. Special issue on torsion. Vol. 32 num. 2-3, 2007

Публикации представителей псевдонаучного направления
- Торсионные поля и спин-торсионные взаимодействия. (Библиография работ на сайте отделения Государственной публично-технической библиотеки Сибирского отделения РАН)
- Акимов А. Е., Тарасенко В. Я. Модели поляризованных состояний физического вакуума и торсионные поля. Изв. вузов. Физика. — 1992. — Т.35, N 3. — С.13-23. — Библиогр.: 48 назв.
- Акимов А. Е., Тарасенко В. Я., Шипов Г. И. Торсионные поля как космофизический фактор // Биофизика. — 1995. — Т. 40, вып. 4 (июль—август). — С. 938.
- Акимов А. Е., Кузьмин Р. Н. Анализ проблемы торсионных источников энергии // Прикладная физика. — 1996. — N 1. — С.96-101. — Библиогр.: 33 назв.
(Статья с такими библиографическими данными отсутствует на сайте журнала )
- Шипов Г. И. [www.second-physics.ru/lib/books/shipov1997.djvu Теория физического вакуума]. — М.: Наука, 1997. — 450 с.
- Шипов Г. И. Теория физического вакуума в популярном изложении. Развитие программы Единой Теории Поля, выдвинутой А. Эйнштейном, Кириллица-1, 2002, 128 с.
- Публикации исследований на официальном сайте компании ЮВИТОР (последнее обновление 7 мая 2012)
- Видеозапись семинара Шипова Г. И. и Акимова А. Е. «Сознание и физический мир: Гипотеза торсионных полей» (Пенза 08-09.11.1995).
- [www.second-physics.ru/node/23 Материалы конференции «Торсионные поля и информационные взаимодействия — 2009». г. Сочи, 2009 (электронная версия)]

Критика псевдонаучных теорий торсионных полей
- Александров Е. Б. Торсионная связь — блеф // Электросвязь : журнал. — 2002. — № 3.
- Александров Е. Б. Книга вздорная, лживая и клеветническая // В защиту науки. — М.: Наука, 2015. — № 15. — С. 79—85.
- Бялко А. В. Торсионные мифы // Природа : журнал. — Наука, 1998. — № 9.
- Виноградова Е. П., Воловикова М. Л., Канищев К. А., Куприянов А. С., Ковальцов Г. А., Тихонова С. В., Чубур А. А. Краткий справочник понятий лженауки // Лженаука в современном мире: медиасфера, высшее образование, школа: Сборник материалов Международной научно-практической конференции, посвящённой памяти академика Э. П. Круглякова, проходившей в Санкт-Петербургском государственном университете 21—22 июня 2013 г / [редкол.: С. В. Тихонова (отв.ред.) и др.]. — СПб.: Изд-во ВВМ, 2013. — 291 с. — 100 экз. — ISBN 978-5-9651-0742-1. Архивировано 26 августа 2014 года.
- Кругляков Э. П. Так куда же мы идём? или Вперёд в Средневековье! // Природа. — Наука, 2006. — № 3.
- Кругляков Э. П. О тайных пружинах торсионной войны // Наука в Сибири. — 2000. — № 7. Архивировано 27 января 2010 года.
- Рубаков В. А. О книге Г. И. Шипова «Теория физического вакуума. Теория, эксперименты и технологии» // Успехи физических наук : журнал. — Российская академия наук, 2000. — Т. 170, № 3 (март).